# Университет Лаваля
Университет Лаваля (фр. Université Laval) — франкоязычный публичный университет в Квебеке (Канада). Начал свою историю в 1663 году, таким образом, является старейшим средним учебным заведением Америки к северу от Мексики. Многие территории университета расположены в старой части города, которая состоит под охраной ЮНЕСКО.

## История

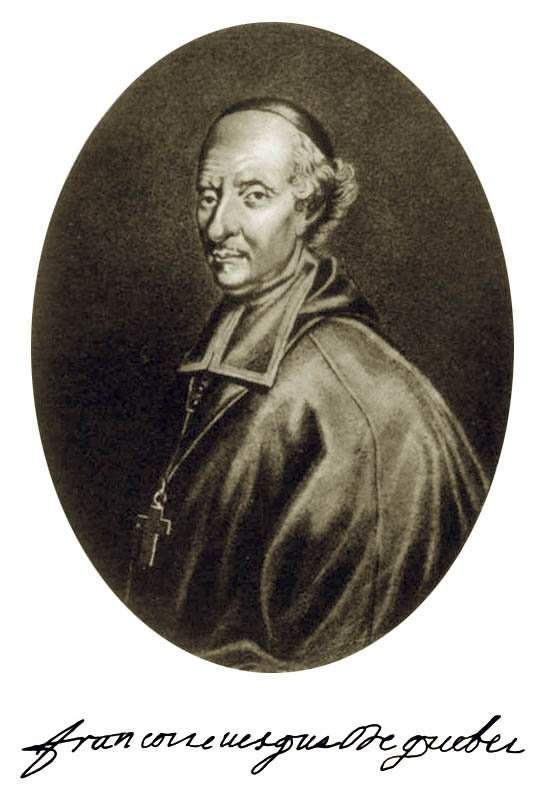
Франсуа де Лаваль

Университет ведёт своё происхождение от Квебекской семинарии, основанной первым в Новой Франции епископом, Франсуа де Лавалем из рода Монморанси, в 1663 году.
Но только 8 декабря 1852 года, в праздник Непорочного Зачатия, отец Луи-Жак Казоль получил королевский патент, предоставленный королевой Викторией. Этот документ официально учредил Университет Лаваля. Это стало датой официального основания университета.

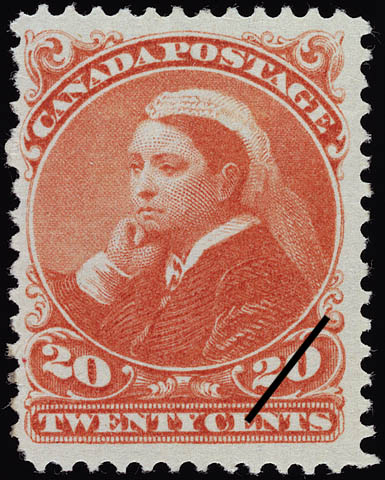
Королева Виктория на канадской марке

Учреждение было светским, однако несмотря на это, с позволения и по просьбе папы Римского Бенедикта XV, в университете была учреждена кафедра теологии.
Первоначально Университет находился в Латинском квартале Старого Квебека. В течение первого века своего существования он перенёс большую часть своей деятельности в большой кампус, расположенный в районе Сент-Фуа-Силлери в 1950—1960-х. В 1971 году утвержден новый устав Национальной ассамблеей Квебека.
В 2005 году Университет Лаваля предлагал 350 программ для обучения, от бакалавриата до доктора наук, и насчитывал более 38 000 студентов. Обладая более чем 250 миллионов канадских долларов в финансировании научных исследований и международного сотрудничества университет является одним из 10 крупнейших канадских университетов. Университет привлекает каждый год около 2500 англоязычных канадцев и около 1000 студентов из Акадии. Кроме того, программы французского языка как иностранного обеспечивают подготовку для канадских студентов и иностранцев, желающих учиться и совершенствовать свои знания французского языка.

## Структура университета
Университет имеет 17 факультетов:
1. Оборудование территории, архитектура и изобразительное искусство
2. Право
3. Постуниверситетское образование
4. Лесное хозяйство, география и геоматика
5. Литература
6. Медицина
7. Стоматология
8. Музыка
9. Фармацевтика
10. Философии
11. Науки управления
12. Сельское хозяйство и продовольствия
13. Педагогика
14. Фундаментальные науки и инженерное дело
15. Сестринское дело
16. Общественные науки
17. Теология и религиоведение

А также 66 департаментов, школ и институтов.

## Библиотека
Коллекции Библиотеки Университета Лаваль в основном расположены в двух местах: в библиотеке гуманитарных и социальных наук в павильоне Жан-Шарля Боненфана и научная библиотека в павильоне Вашо.
Библиотека Университета Лаваль насчитывает около 5 миллионов документов. Число подписок на газеты и журналы составляет более 24000 из которых почти 18 тысяч находятся в электронном формате. 450 баз данных доступны через интернет. Есть около 5000 атласов и карт, 125000, более 160 тысяч аэрофотоснимков, и более 16500 фильмов, видео и DVD-дисков. Коллекция книг в электронном формате быстро растет.

## Спорт
Спортивная жизнь сосредоточена в клубе «Rouge et Or», на базе которого действуют несколько команд, представляющих разные виды спорта.
Мужская сборная университета по канадскому футболу завоевала Кубок Ванье в 1999, 2003, 2004, 2006 и 2008